# إد بوش
إد بوش (بالإنجليزية: Ed Busch)‏ هو لاعب كرة قاعدة أمريكي، ولد في 16 نوفمبر 1917 في لبنان في الولايات المتحدة، وتوفي في 17 يناير 1987 في مقاطعة سانت كلير في الولايات المتحدة.

## وصلات خارجية
- إد بوش على موقعبيزبول رفرنس.كوم (الدوري الرئيسي) (الإنجليزية)
- إد بوش على موقعبيزبول رفرنس.كوم (الدوري الثانوي) (الإنجليزية)